# Compagnia Nazionale Aeronautica
Pour les articles homonymes, voir CNA.
La Compagnia Nazionale Aeronautica, en abrégé CNA, est une entreprise de construction aéronautique italienne de l'Entre-deux guerres.
Elle est certes surtout connue pour ses moteurs de faible puissance, mais elle a aussi construit un certain nombre d'avions dont :
- CNA PM.1 : Biplan biplace côte à côte en bois à aile haute dessiné par Ermanno Bazzocchi en 1938, repris après la Seconde Guerre mondiale comme Macchi MB-308